# Luis Alfredo Ramos Botero
Luis Alfredo Ramos Botero (Sonsón, Antioquia, 19 de abril de 1948) é um advogado e político colombiano. Ele estudou Direito na Universidade de Medellín e tem estudos em Negócios Internacionais na Universidade de Harvard. Foi presidente do Senado da Colômbia, governador de Antioquia e prefeito de Medellín .
Em 1 de outubro de 2021, o Supremo Tribunal de Justiça o condenou a cerca de 8 anos de prisão, dentro do escândalo conhecido como parapolítica, por receber dinheiro em apoio ao bloco Metro e Centauros .

## Carreira política
Ramos Botero iniciou sua carreira política em 1970 como vereador em Sonsón e secretário da direção departamental do Partido Conservador em Antioquia. Em 1972 foi nomeado gerente de seu partido, cargo que ocupou por quatro anos, enquanto foi eleito deputado na Assembléia do Departamento de Antioquia entre 1974 e 1976. Neste último ano foi nomeado Controladoria Geral de Antioquia, e entre 1978 e 1980 foi Secretário de Finanças de Medellín. Entre 1982 e 1990 ocupou o cargo de deputado na Câmara e entre 1990 e 1991 como senador. Ele renunciou ao Senado para concorrer a prefeito de Medellín, para o qual foi eleito, e ocupou entre 1992 e 1994 .
Ele esteve ligado à campanha presidencial do candidato Andrés Pastrana para as eleições presidenciais de 1998 e, após sua vitória como presidente, foi nomeado embaixador da Colômbia junto à OEA. Em 2001 voltou à Colômbia para concorrer ao Senado da República pelo Movimento Equipo Colombia, e nas eleições de março de 2002 foi eleito com mais de 230.000 votos .

## Cargos públicos
- Vereador do Município de Sonsón

- Deputado à Assembleia de Antioquia

- Controlador Geral de Antioquia

- Secretário de Finanças de Medellín

- Representante na Câmara de Antioquia (1982-1990)

- Prefeito de Medellín (1992-1994)

- Ministro do Comércio Exterior (1996, governo de Ernesto Samper Pizano)

- Embaixador da Colômbia junto à Organização dos Estados Americanos (1998-2001)

- Senador da República 1990-1991 e 2002-2006

- Governador de Antioquia (2008-2011) [3].

### Governador de Antioquia
Ramos Botero decide concorrer a governador de Antioquia nas eleições de outubro de 2007, pelo partido Alas Equipo Colombia. Em 28 de outubro de 2007, foi eleito governador de Antioquia. Contando 99,04% das mesas montadas para votação, o total de votos para Ramos foi de 836.526 votos, equivalente a 51,73% dos votos válidos (1.617.065 votos). (Esses números foram fornecidos pelo Registro Nacional do Estado Civil no boletim número 33 de 28 de outubro de 2007) .
O principal candidato de Ramos foi o candidato Eugenio Prieto Soto, do Movimento Una Antioquia Nueva, que obteve 579.020 votos, equivalentes a 35,81% dos votos válidos, contando as mesmas tabelas. (Esse valor também vem do mesmo boletim número 33). Ramos venceu por uma diferença de mais de 257 mil votos, o que lhe deu um mandato retumbante, com quase 16% a mais do total de votos válidos.
O mandato constitucional do governador Ramos como governador de Antioquia começou em 1 de janeiro de 2008 e terminou em 31 de dezembro de 2011.
Como governador de Antioquia, Ramos declarou emergência rodoviária no departamento e criticou duramente muitas das intervenções realizadas pelas concessionárias de rodovias. Também promoveu importantes projetos de desenvolvimento de estradas  .
Destacam-se como principais obras do governo, o início das obras da Hidrelétrica de Ituango, da Ferrovia de Antioquia, da Rodovia de la Montaña, projetos de reflorestamento e investimento em programas de educação gratuita.

### Parapolítica
Em 28 de agosto de 2013, a Câmara Criminal do Supremo Tribunal de Justiça ordenou a continuação da prisão preventiva de Luis Alfredo Ramos por suas ligações com grupos paramilitares. Devido a essas investigações, ele não pôde apresentar sua candidatura presidencial pelo partido do Centro Democrático  .
Ele foi solto em novembro de 2016, pois não estavam reunidas as condições para ser privado de liberdade .
Em 1 de outubro de 2021, ele foi condenado pelo crime de conspiração para cometer um crime a sete anos e onze meses de prisão, incapacidade "atemporal ou vitalícia" para ocupar cargos públicos e multa de 7.749 salários mínimos legais colombianos atuais . A Suprema Corte o condenou pelos acordos com líderes das Autodefesas Unidas da Colômbia (AUC), liderados por Vicente e Carlos Castaño, nos quais Ramos recebeu dinheiro do bloque Metro para financiar suas campanhas eleitorais em troca de ajuda com certos Aspectos da Lei de Justiça e Paz. Ramos Botero recorreu da sentença .